# 內垵內塹宮
內垵內塹宮，又作池王廟、池王宮，台灣澎湖縣西嶼鄉內垵村的角頭廟，主祀池府王爺。台灣少數將王爺信仰與觀音佛祖並祀的廟宇。

## 沿革
「內垵」舊稱「內塹」，「垵」、「塹」皆指地勢低窪的坑谷或灣澳之意，此處四周環丘，約莫於明末清初便有來自福建泉漳沿海的居民移居而來，也一併將原鄉宗教信仰（道、佛、儒）引入。內塹宮之起建可追溯清代康熙40年（1701），主祀的池府王爺據傳係由鄰村外垵溫王宮分香而來，時人稱「池王廟」，因當時村落地名為內塹，又名「內塹宮」。
內塹宮現貌乃奠基第五次重建，今總佔地110坪，廟庭面積75坪，多由信徒捐地而成。第一次修建時間在時隔75年後的乾隆41年（1776）；道光27年（1847）為第二次翻修；日治時期的大正四年（1915）則大規模擴建至60坪，增設左右廂房，翌年竣工。
據地方耆老表示，現今廟址原是觀音佛祖選定修行之地，但因正逢內塹宮尋地新地、闢建新廟卻苦無適宜地點，池府王爺霎時降臨內垵，並與觀音佛祖商議：約以池府王爺主理廟中事務，讓出正殿安奉池、李、吳、朱、范等五府千歲神像，內殿安奉觀音佛祖，但凡宗教慶典，皆以另擺素桌禮敬觀音為條件，順利取得廟地。內塹宮第五次修建在民國64年（1975）7月14日動工，民國68年（1979）落成，民國69年（1980）元月1日舉辦入火大典。

## 建築
內塹宮現貌為知名建築師謝自南在民國62年（1973）設計的作品。廟埕設有香爐與牌樓之外，腹地仍十分寬闊，乃內垵村民結婚喜宴集合之處。宮廟乃以鋼筋水泥結構兼採台灣檜木的建築，根據內垵國小教師許有志的敘述，這批檜木乃由內垵的漁船從嘉義運來，建築物主要由湖西鄉菓葉村盧正徹、盧建和父子承包，壁畫、門神等彩繪則是出自高雄匠師的徐楚雲之手，而字畫楹聯多由當地文人所撰。

## 文物
內塹宮神明廳，諸凡門神彩繪、交趾陶、屋頂壁畫與藻井色彩明亮，保存良好，咸可謂氣勢磅礡。三樓西廂房則闢建為文物館，擺置多幅清代匾額，具地方采風價值，並內藏舊廟鑿花、天公爐、木造結構等雕飾、神轎、神龕等，極具可看性。

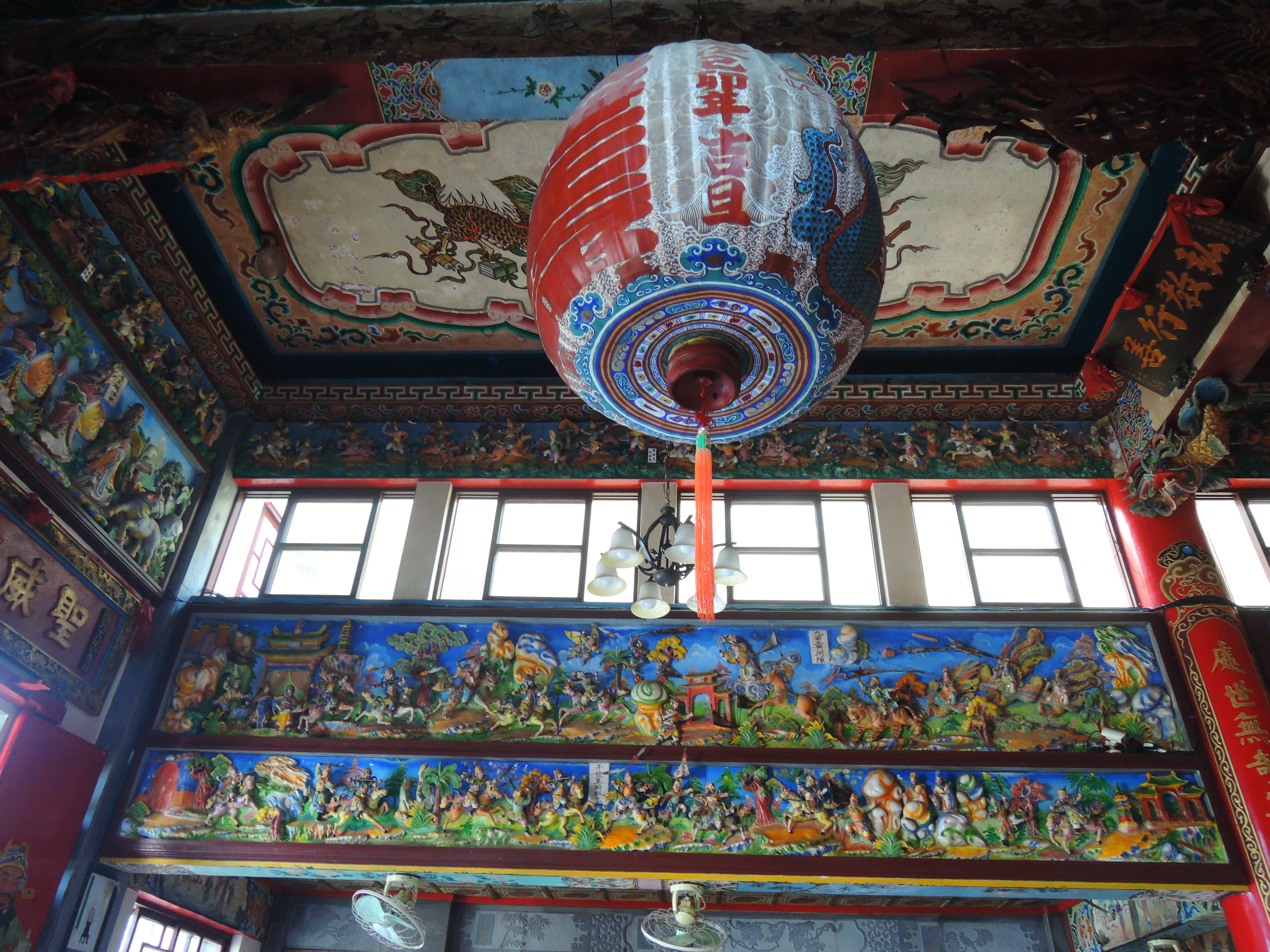
交趾陶、燈籠、彩繪
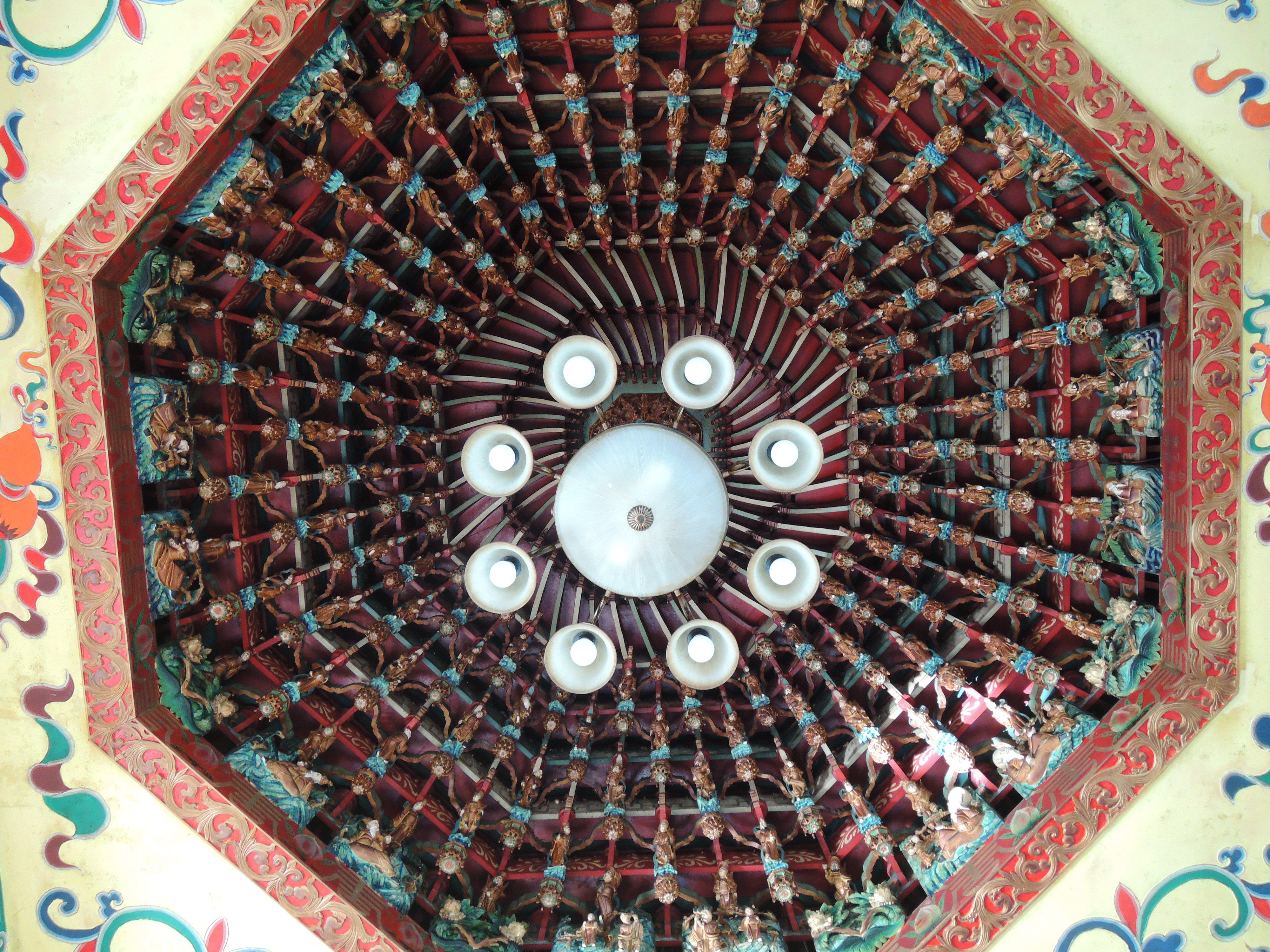
藻井
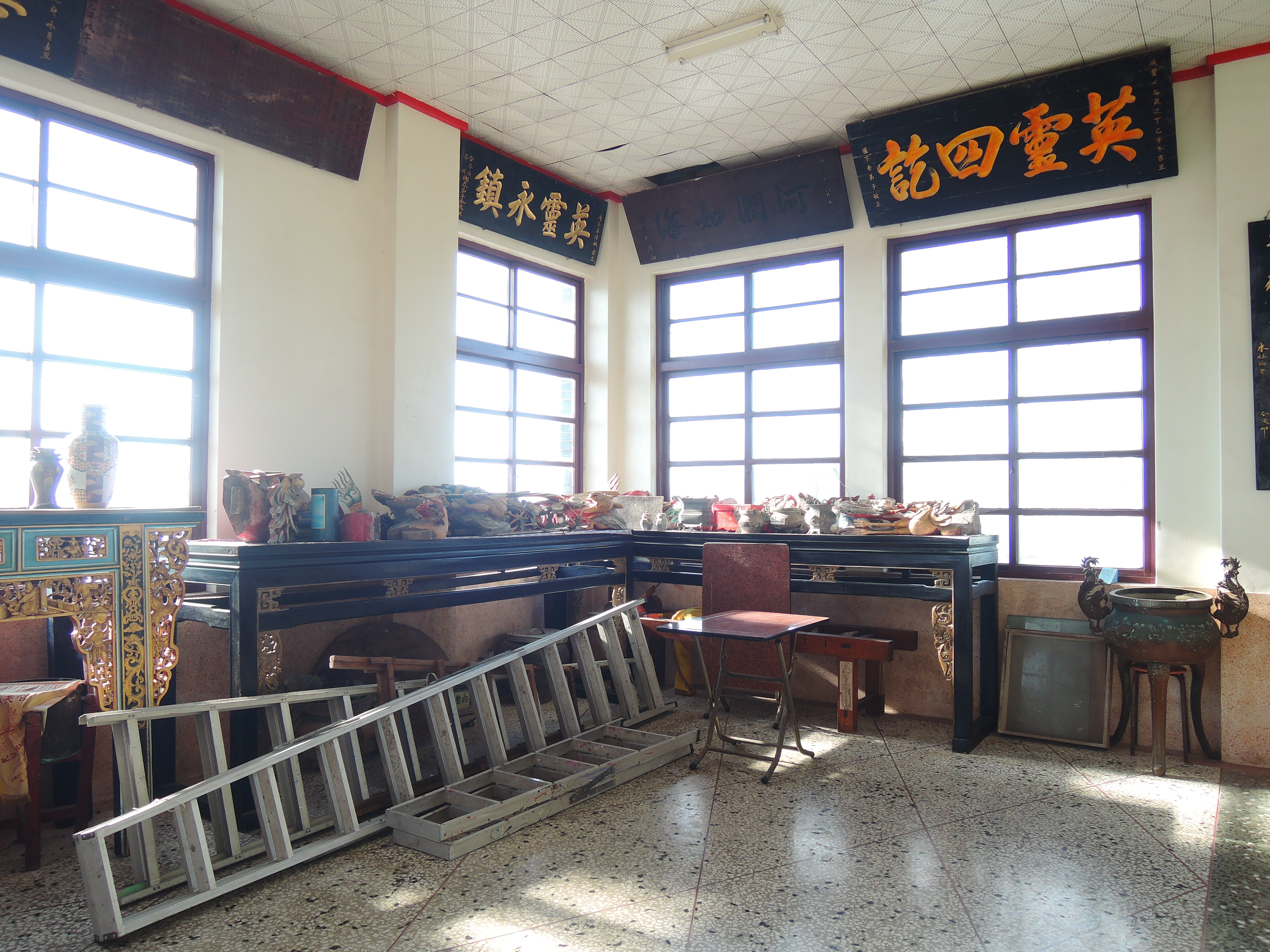
三樓文物展示區
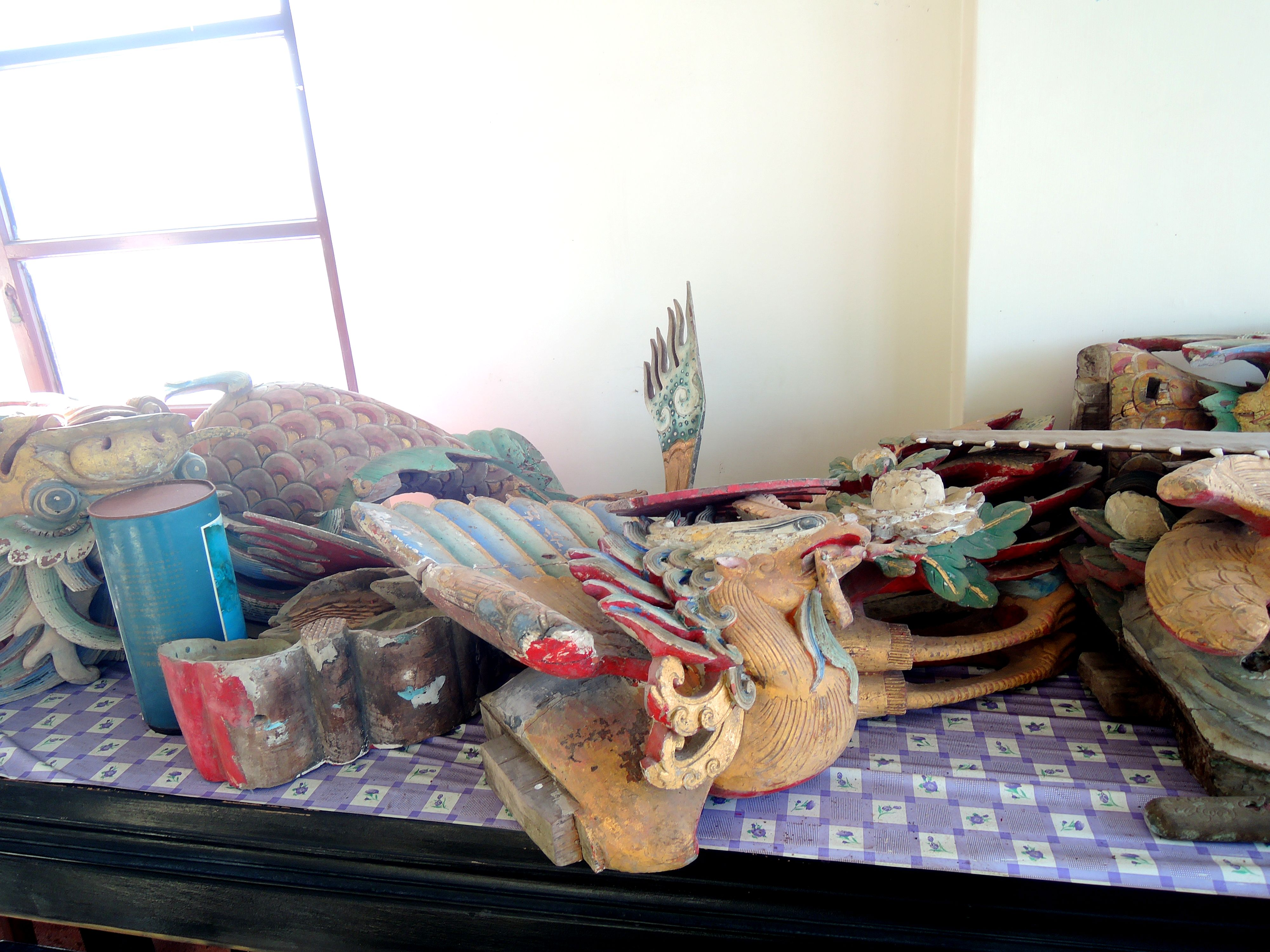
舊廟木雕
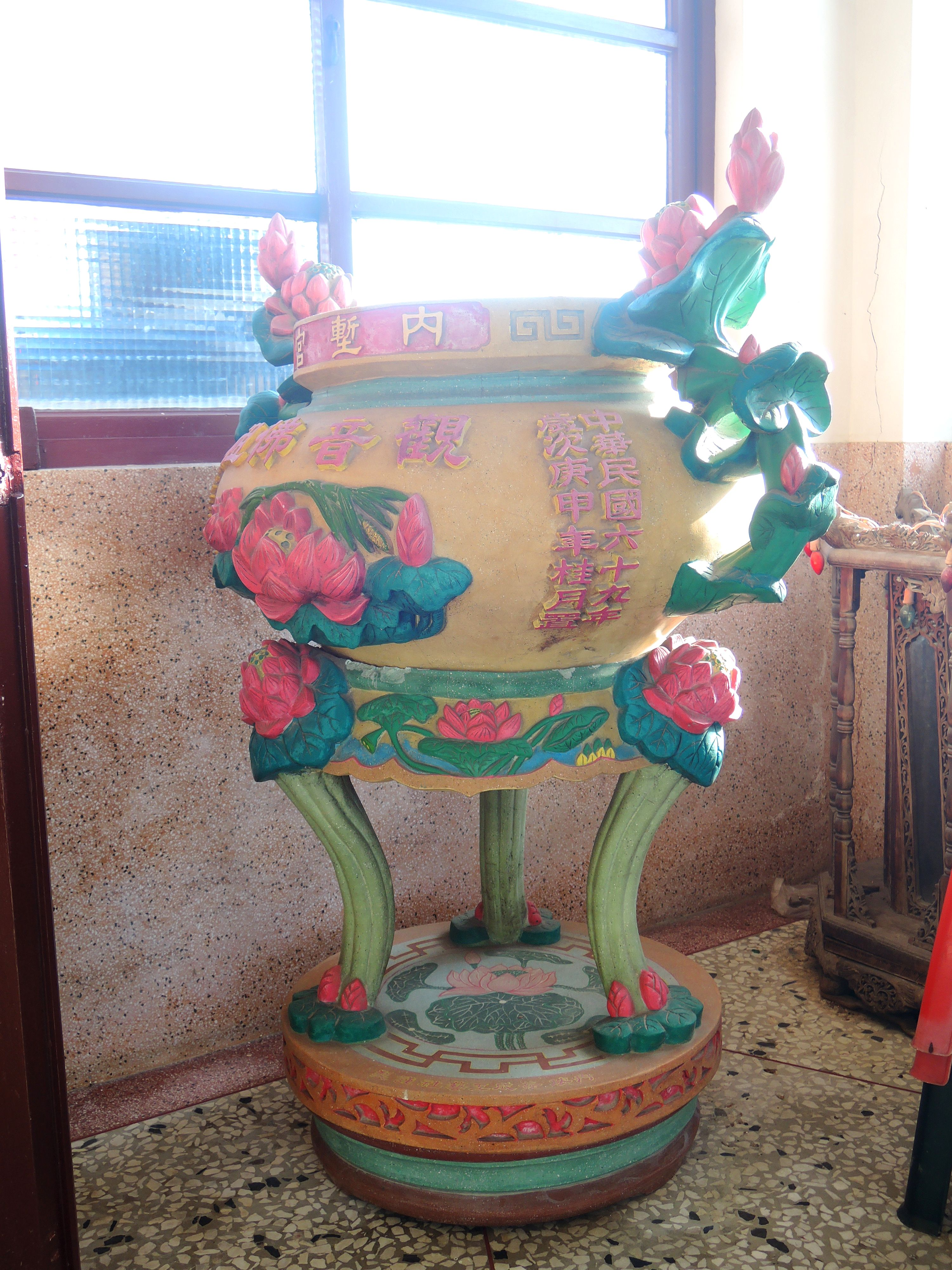
觀音娘娘天公爐
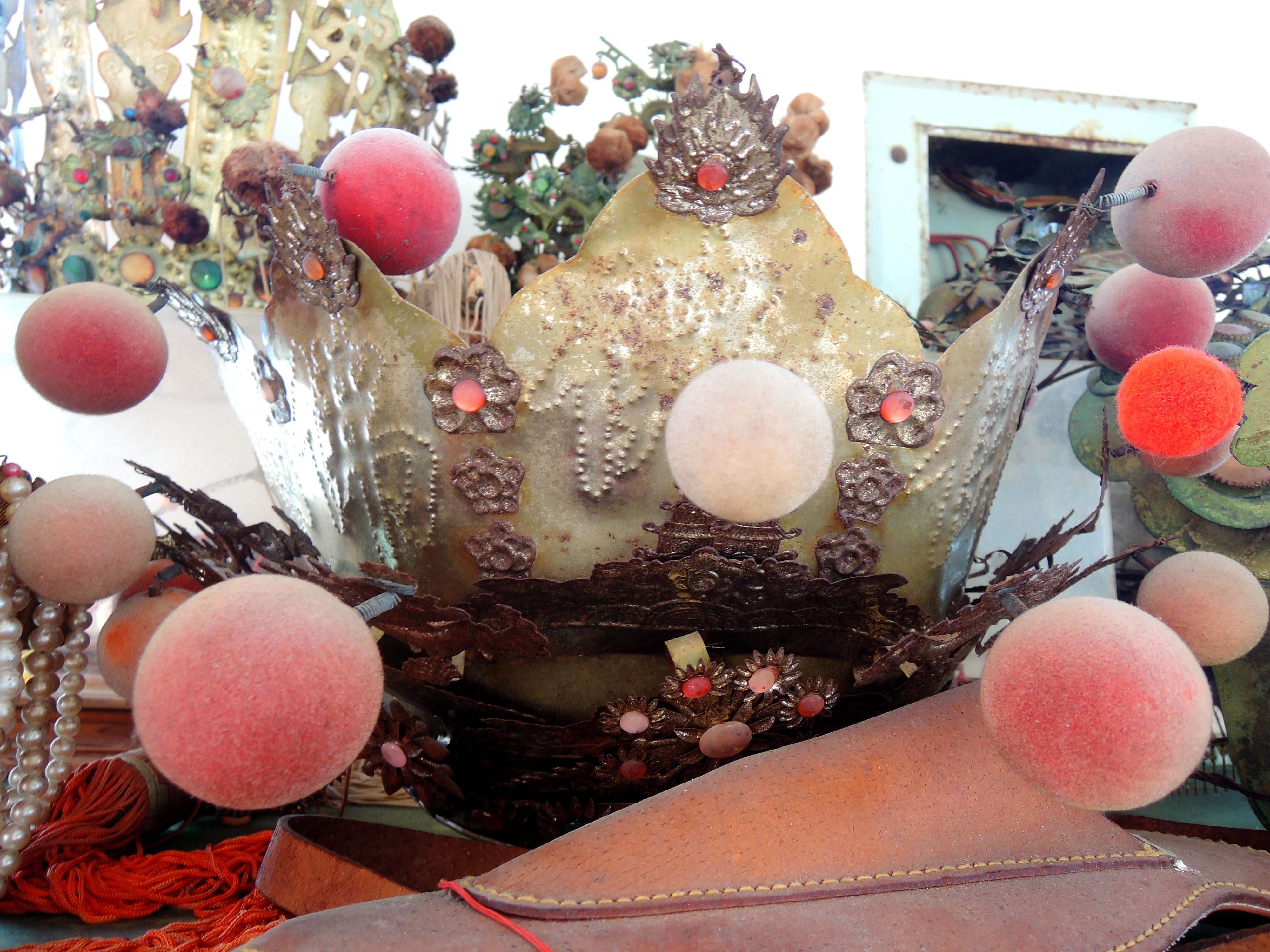
舊廟鳳冠珠寶

## 圖輯

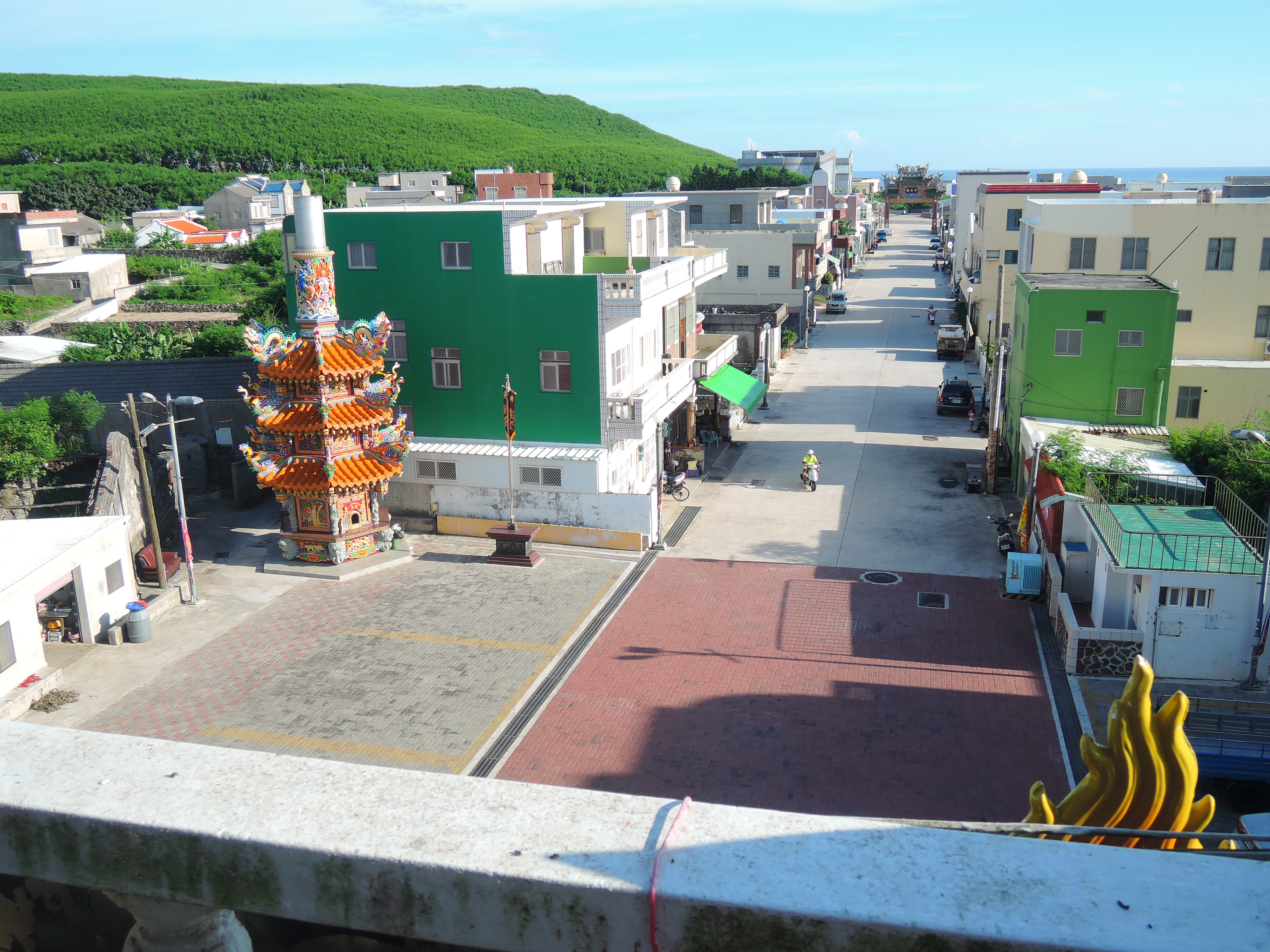
牌樓、金爐
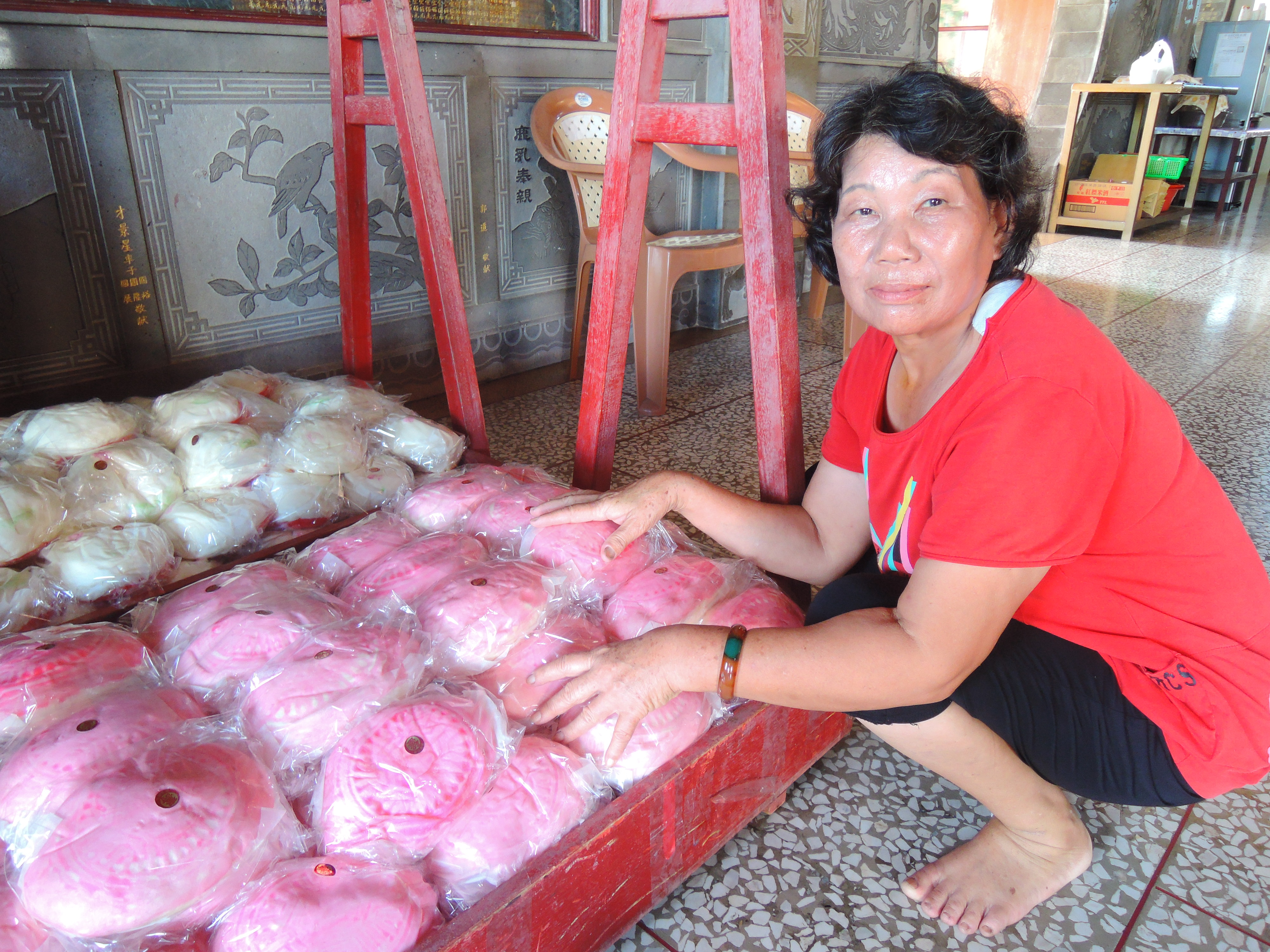
壽桃、廟婆
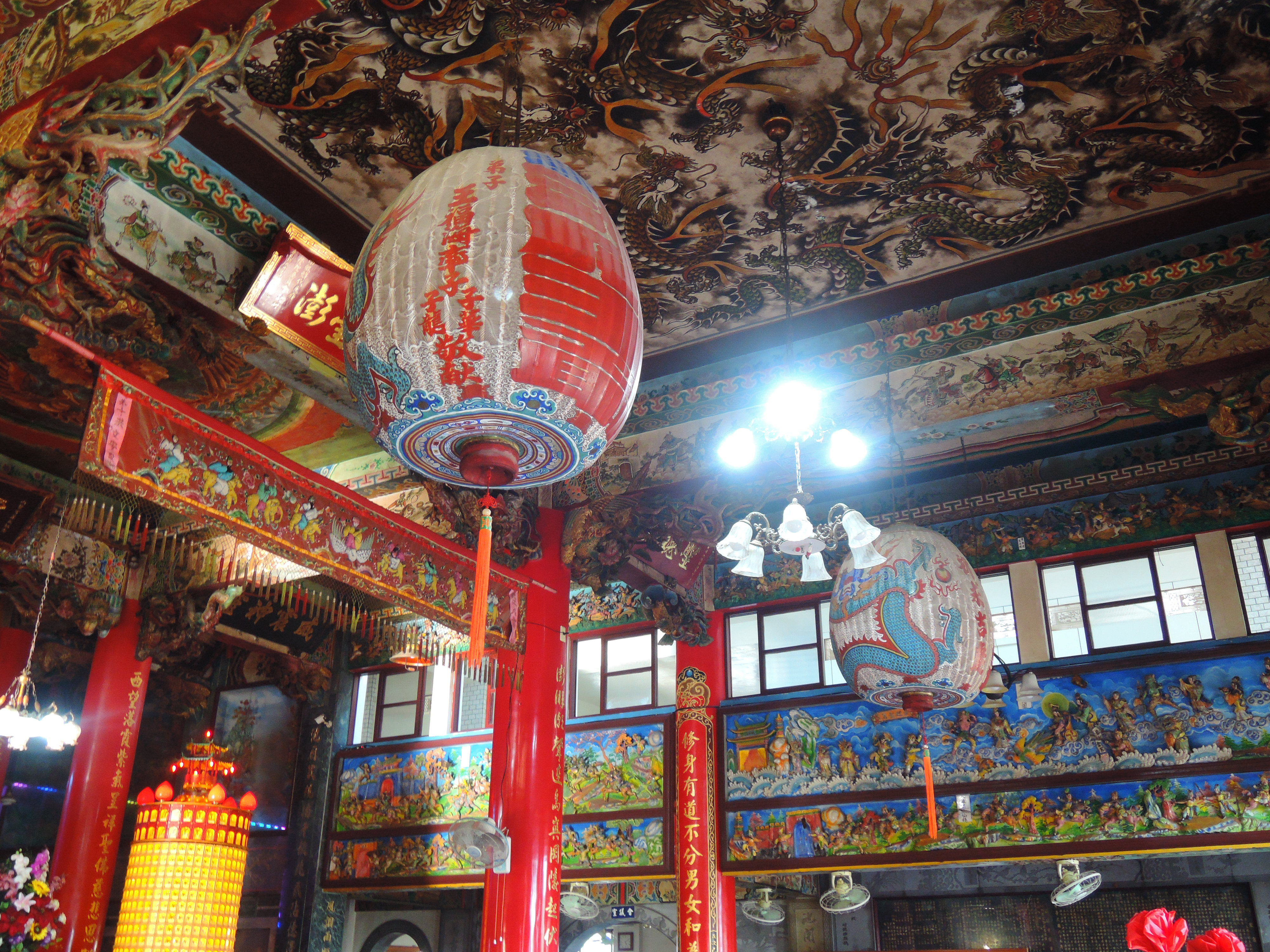
神明廳
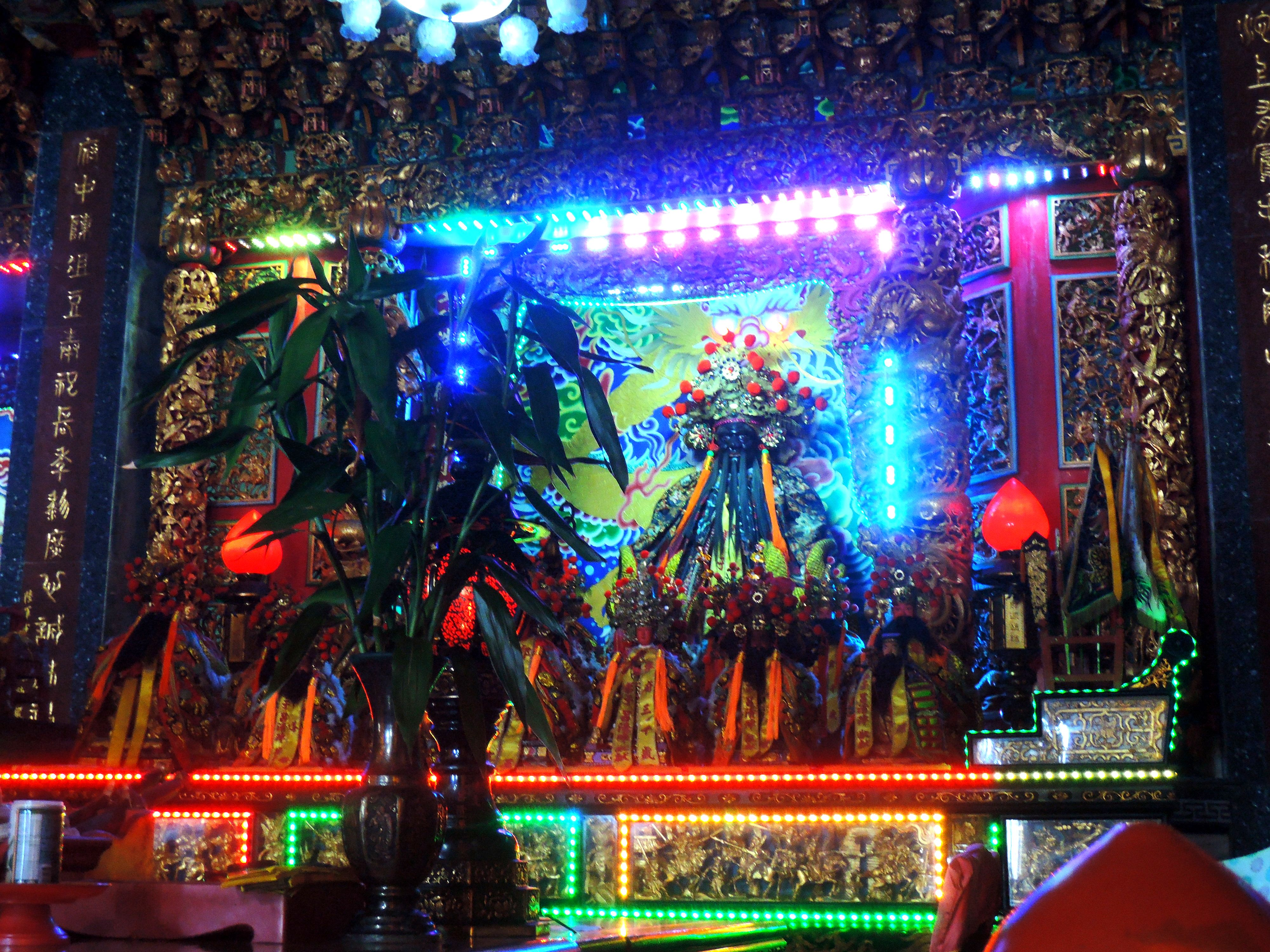
池府王爺像 （一樓正殿）
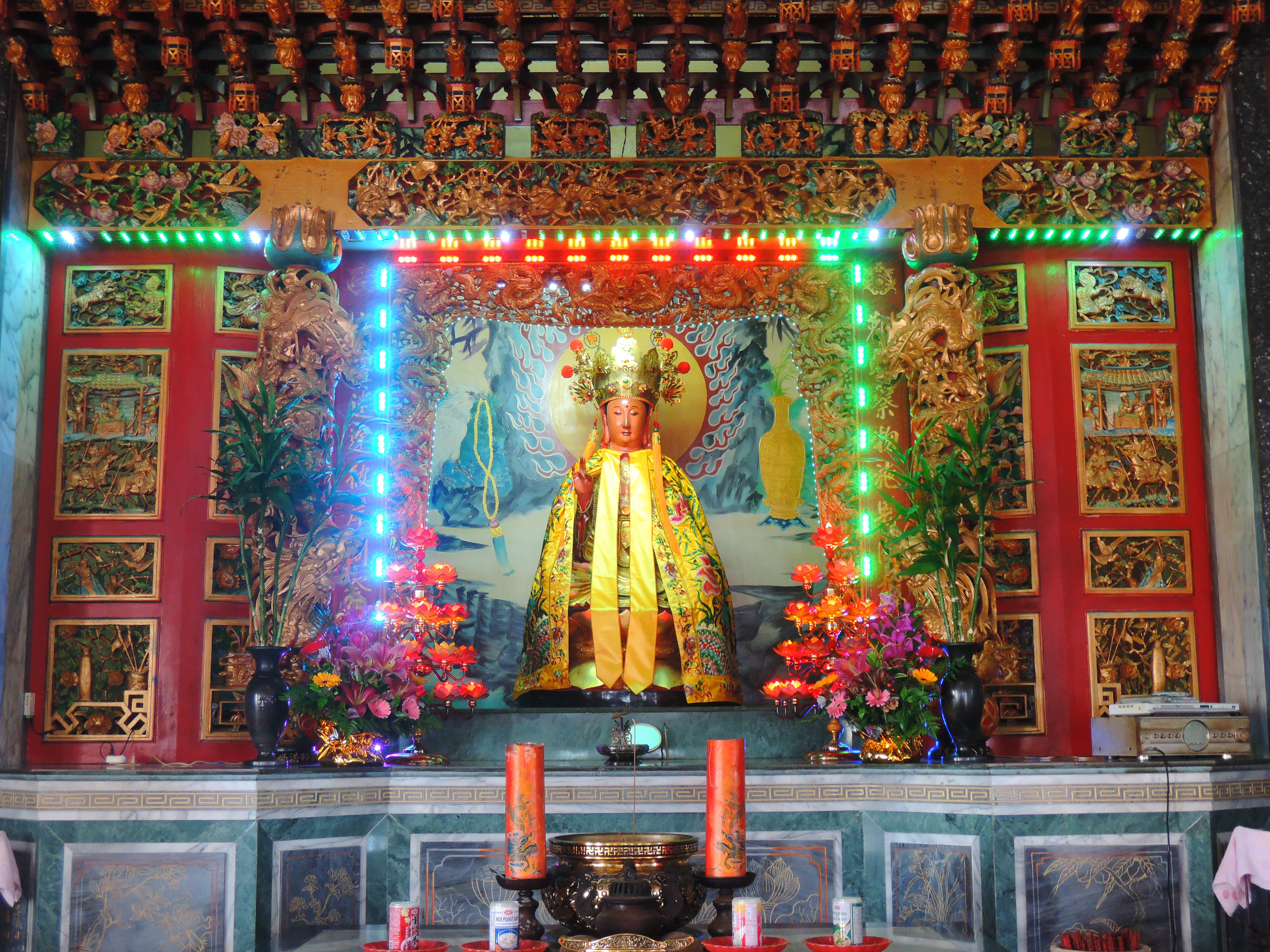
觀音菩薩像（三樓正殿）
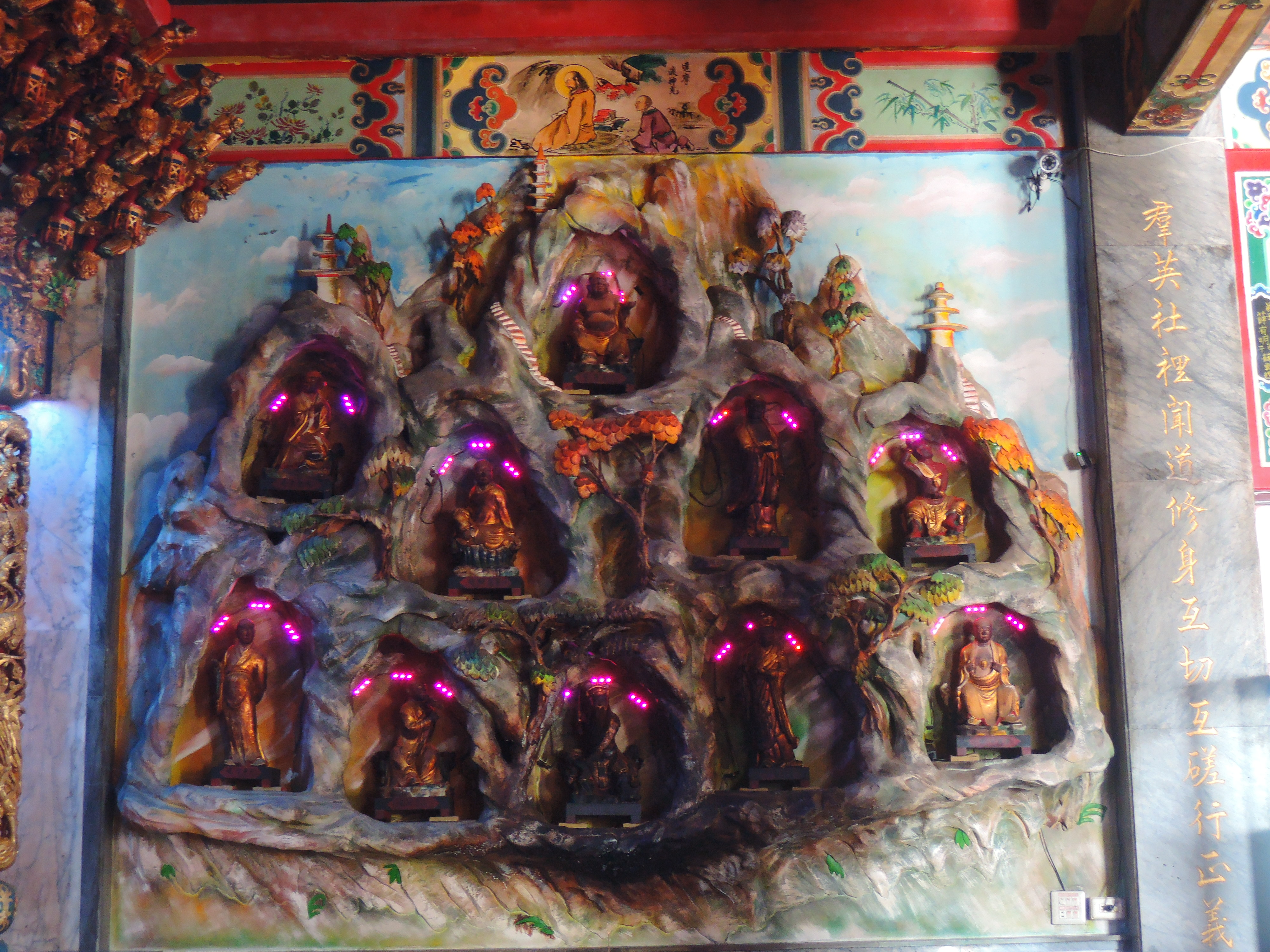
十八羅漢像

## 相關條目

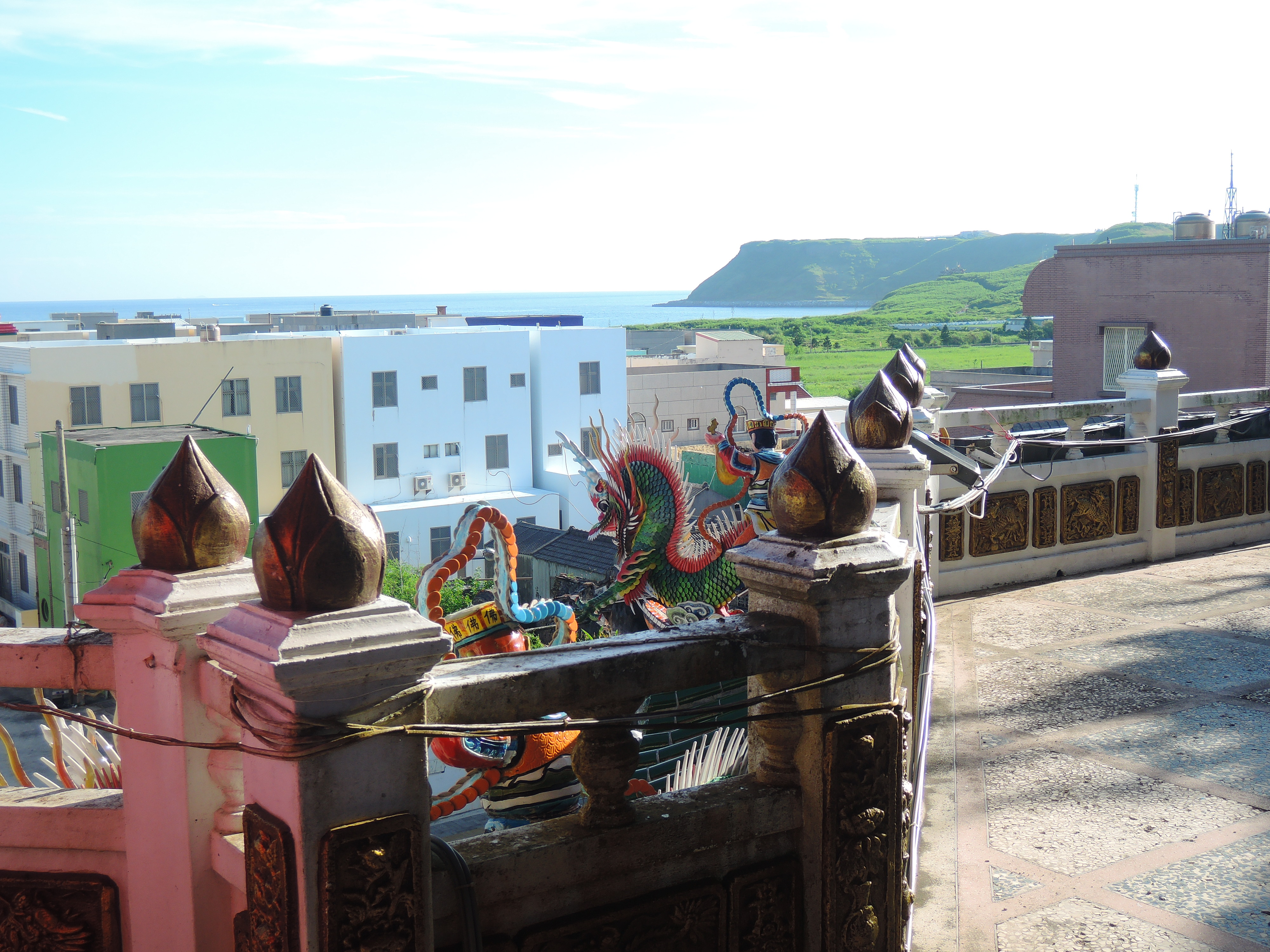
登廟遠眺